# Laurenz Reinke
Laurenz Reinke (* 6. Februar 1797 in Langförden; † 4. Juni 1879 in Münster) war ein deutscher römisch-katholischer Theologe.

## Leben
Reinke war der Sohn eines Landwirts. Er besuchte das Gymnasium Antonianum in Vechta. Von 1817 bis 1821 studierte er Philosophie und katholische Theologie in Münster und Bonn. 1822 wurde er in Münster zum Priester geweiht. Von 1822 bis 1827 studierte er Orientalische Sprachwissenschaften in Wien und Bonn. Ab 1827 war er in Münster Repetent der alttestamentlichen Exegese und der orientalischen Sprachen, bevor er 1831 außerordentlicher Professor in Münster wurde. Bis 1852 blieb er zugleich Repetent am Priesterseminar. Ab 1837 war Reinke dann ordentlicher Professor der alttestamentlichen Exegese und der orientalischen Sprachen in Münster. Er war mehrmals Dekan der Theologischen Fakultät. 1847/48 bekleidete Reinke das Amt des Rektors an der Universität in Münster. Ab 1852 bis zu seinem Tod war Reinke auch Domkapitular in Münster. Reinke war Mitglied des Historischen Vereine Münster sowie des Westfälischen Provinzial-Vereins für Wissenschaft und Kunst. Darüber hinaus war er Ehrenmitglied der Societé Litteraire der Universität Löwen und des Doktorenkollegiums der Theologischen Fakultät Wien.

## Ehrungen
- 1834: Ehrendoktor der theologischen Fakultät der Universität Münster
- 1847: Ehrendoktor der philosophischen Fakultät der Universität Münster
- 1856: Oldenburgischer Haus- und Verdienstorden II. Klasse
- 1861: Roter Adlerorden IV. Klasse
- 1877: Roter Adlerorden III. Klasse
- 1877: Kl. Oldenburgisches Ehrenkreuz I. Klasse

## Schriften
- Noachi in filiorum suorum futuram sortem effatum, Gen. 9, 25–27. Aschendorff, Münster [1832].
- Exegesis critica in Jesaiae Cap. LII, 13 – LIII, 12 seu de Messia explatore passuro et morituro commentatio: ... adiecta est dissertatio de divina Messiae natura in libris sacris veteris testamenti. Theissing, Münster 1836 (Digitalisat).
- Die Weissagung von der Jungfrau und vom Immanuel: Jes. 7,14–16 ; eine exegetisch-historische Untersuchung. Coppenrath, Münster 1848.
- Die Weissagung Jacobs über das zukünftige glückliche Loos des Stammes Juda und dessen großen Nachkommen Schilo: 1. Mos. 49, 8–12; eine exegetisch-historische Abhandlung. Coppenrath, Münster 1849.
- Beiträge zur Erklärung des alten Testamentes, 7 Bände. Coppenrath. Münster 1851ff. (Digitalisat).
- Der Prophet Malachi: Einleitung, Grundtext und Übersetzung nebst einem vollständigen philologisch-kritischen und historischen Commentar. Ferber, Gießen 1856.
- Die messianischen Psalmen: Einleitung, Grundtext und Übersetzung nebst einem philologisch-kritischen und historischen Commentar, 2 Bände, Ferber, Gießen, 1857ff.
- Kurze Zusammenstellung aller Abweichungen vom hebräischen Texte in der Psalmenübersetzung der LXX und Vulgata verglichen mit der lateinischen Übersetzung des heiligen Hieronymus und dem hebräischen Texte: nebst einer deutschen Übersetzung desselben und kritischen Erläuterungen. Ferber, Giessen 1858.
- Die Schöpfung der Welt. Coppenrath, Münster 1859.
- Die messianischen Weissagungen bei den großen und kleinen Propheten des A. T.: Einleitung, Grundtext und Übersetzung nebst einem philologisch-kritischen und historischen Commentar. Ferber, Gießen 1859ff.
- Aus dem Orient. Theissing, Münster 1864 (Digitalisat).
- Der Orden Unserer Frau von Sion. Regensberg, Münster 1865 (Digitalisat).
- Der Prophet Zephanja: Einleitung, Grundtext und Übersetzung nebst einem vollständigen philologisch-kritischen und historischen Commentar. Niemann, Münster 1868.
- Der Prophet Haggai: Einleitung, Grundtext und Uebersetzung nebst einem vollständigen philologisch-kritischen und historischen Commentar. Niemann, Münster 1868 (Digitalisat).
- Der Prophet Habakuk: Einleitung, Grundtext und Übersetzung, nebst einem vollständigen philologisch-kritischen und historischen Commentar. Weger, Brixen 1870.